# طب رياضي

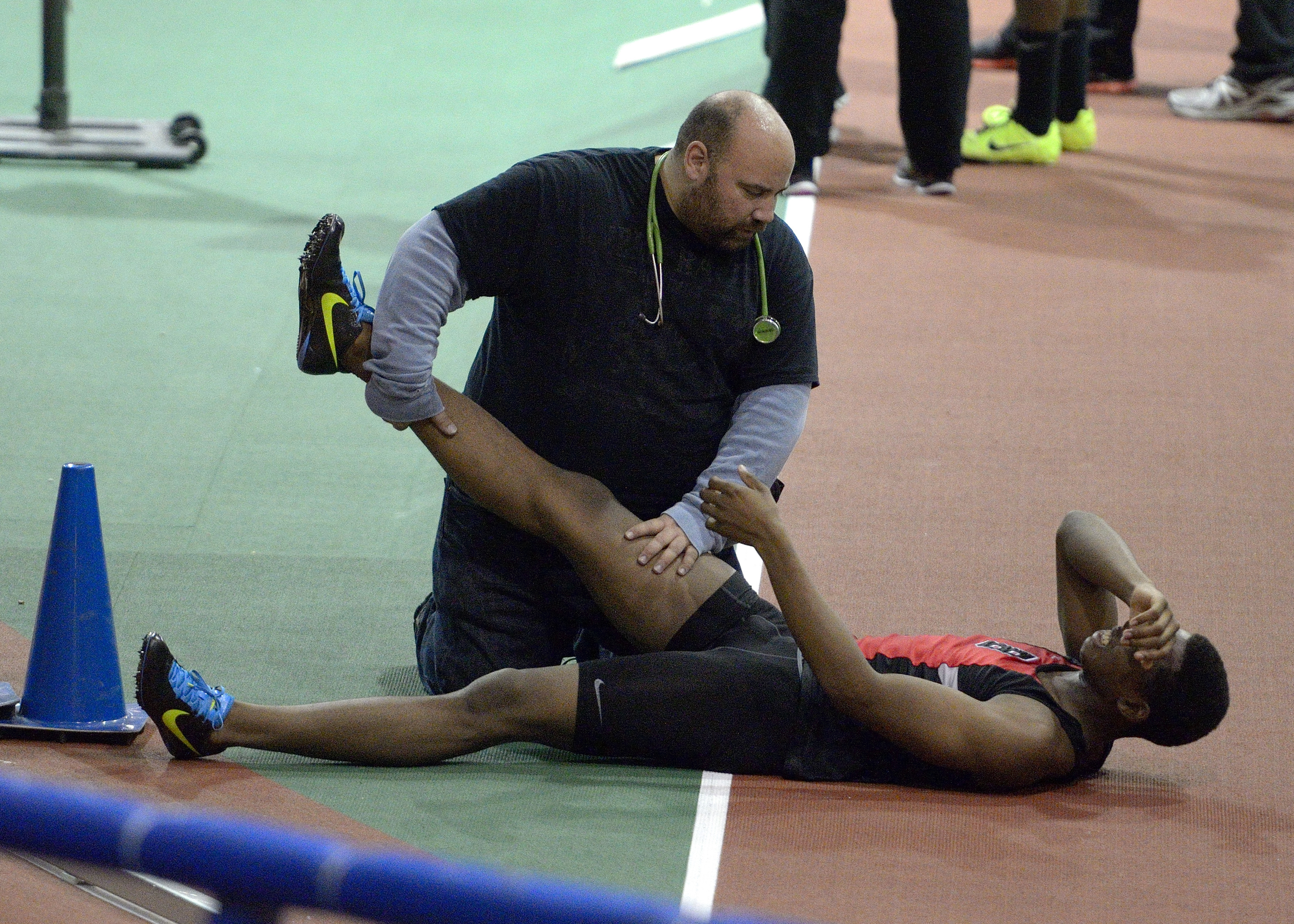
طب رياضي

الطب الرياضي أحد الاختصاصات في الطب، ويعني بحث وعلاج التطورات، والتغييرات، الوظيفية والتشريحية، والمرضية، المختلفة في جسم الإنسان، ويعتبر إنتاج لنشاطه الحركي في الظروف العادية، والمختلفة، كمتلازمة الإفراط في التدريب أو الالتهابات الوترية.، كما أنه يبحث أيضاً العلاقات التطبيقية الوثيقة لمختلف الفروع الطبية بأداء وممارسة النشاط العادي والرياضي للفرد. يعمل الطب الرياضي على سد الفجوة بين العلم، والممارسة في تعزيز التمارين والصحة، وفي التقييم العلمي ودراسة وفهم الأداء الرياضي، والطب الرياضي.

## اختصاص الطب الرياضي
يركز الطب الرياضي على: الوقاية من الإصابات الرياضية والعلاج؛ ممارسة من أجل الصحة الأدوية في الرياضة وتوصيات للتدريب في كيفية استمرارهم في المشاركة في الألعاب الرياضية أثناء التعافي من إصاباتهم وإعطاء التوصيات عن التغذيّة. ومساعدة الناس على تحسين أدائهم الرياضي والتعافي من الإصابة ومنع الإصابات المستقبلية.
يعالج طبيب الطب الرياضي:
- الرياضيون الهواة.
- وأولئك الذين يريدون نتائج أفضل من برنامج التمرين.
- والأشخاص الذين عانوا من إصابات ويحاولون استعادة وظائفهم بالكامل.
- والأشخاص ذوي الإعاقة الذين يحاولون زيادة القدرة على الحركة والقدرة.

## علاج الإصابات الرياضية:
تعرف الإصابة الرياضية على أنها "تعرض أنسجة الجسم لمؤثرات خارجية أو داخلية تؤدي إلى إيقاف وظيفتها بشكل وقتي وعادة تكون المؤثرات إمّا:
- خارجية (كاصطدام اللاعب بالخصم أو الأداة أو الأجهزة).
- ذاتية (نتيجة خطأ في الأداء وعدم كفاية الإحماء).
- داخلية (تغيرات كيمياوية داخل العضلات كتراكم حمض اللبنيك في العضلات بعد التعب أو الإرهاق العضلي، فقدان السوائل والأملاح، تعب الجسم جراء التدريب).[6]

أنواع الإصابات: تلك المتعلقة في الرباط الصليبي، الشد والتمزق العضلي، تمزق الغضروف الهلالي، إصابة وتر إكيلس، الارتجاج، إصابات مفصل الركبة

### بيولوجيا الطب الرياضي
وتشمل كافة العلوم الطبية الفسيولوجية والبيولوجية والمرضية والعلاجية والوقائية الخاصة بطب الرياضة. ويعتبر الطب الرياضي وسيلة لعلاج وتشخيص الإصابات الرياضية، وخصوصًا الالتواءات والتشوهات التي تحدث في الأربطة أو العضلات أثناء الحركات المختلفة للجسم. مصطلح الطب الرياضي يمكن أن يشمل الطبيب أو الجراح أو المدرب الرياضي أو المتخصص في العلاج الطبيعي، أو غيرهم مثل اللاعب أو اللاعبة أنفسهم.

## مهنة الطب الرياضي
يمكن للخريجين الحاصلين على درجة البكالوريوس في الطب الرياضي ممارسة مهنة كأخصائي فيزيولوجيا التمرين والذي يحصل على الدكتوراة في الطب الرياضي يمكنه العمل في Occupational Therapist والعمل طبيب طب رياضي في أحد الفرق الرياضية. ولأجل مهنة في الطب الرياضي يمكنك التخصص أيضاً في إحدى المجالات التالية: شهادة في التدريب الرياضي، أو شهادة في التغذيّة، أو شهادة في العلاج الطبيعي للعمل ضمن فريق رياضي.

## نطاق
يشير الطب الرياضي إلى التخصص الطبي المحدد أو التخصص الفرعي للأدوية الرياضية. الطب الرياضي والتمارين الرياضية (SEM)، الذي أصبح الآن راسخًا في العديد من البلدان. يمكن أن يشير أيضًا على نطاق واسع إلى الأطباء وغيرهم من الممارسين الطبيين الذين يعملون في بيئة أكثر اتساعًا. غالبًا ما يعمل خبراء الطب الرياضي المتنوع معًا كفريق واحد لضمان أفضل خطة تعافي للفرد. يمكن أن يشمل أعضاء الفريق جراحي العظام، والمدربين الرياضيين المعتمدين، والمعالجين الفيزيائيين الرياضيين، والطب الطبيعي وإخصائي الإصابات والتأهيل، بالإضافة إلى أطباء متخصصين في SEM
متخصصون في علاج الرياضيين وغيرهم من الأفراد النشطين بدنيًا ، يتمتع أطباء الطب الرياضي والتمارين الرياضية (SEM) بتعليم مكثف في الطب العضلي الهيكلي. يعالج أطباء SEM الإصابات مثل مشاكل العضلات والأربطة والأوتار والعظام، ولكن قد يعالجون أيضًا الأمراض المزمنة التي يمكن أن تؤثر على الأداء البدني، مثل الربو والسكري. ينصح أطباء SEM أيضًا بإدارة ومنع الإصابات.
يقدم مستشارو SEM أيضًا تدخلات النشاط البدني السريري، مما يلغي عبء المرض الذي يُعزى مباشرة إلى الخمول البدني والدليل المقنع على فعالية التمرين في الوقاية الأولية والثانوية والثالثية من المرض.
توصي النماذج الأوروبية لتخصص SEM عمومًا بـ 4 سنوات من التدريب المتخصص في جميع:
- الطب الباطني مع التركيز بشكل خاص على أمراض القلب وطب الطوارئ والتغذية السريرية
- جراحة العظام والكسور
- الطب الطبيعي وإعادة التأهيل
- الزمالة في مركز الطب الرياضي المعترف به.

## إنشاء الطب الرياضي كتخصص طبي
يعد الطب الرياضي (والتمارين الرياضية) (SEM) الآن تخصصًا طبيًا معترفًا به في أكثر من 30 دولة حول العالم، وتخصص فرعي معترف به في العديد من البلدان الأخرى.
تنص النسخة الإيطالية من هذه الصفحة ميديسينا ديلو سبورت على أن جمعيات الطب الرياضي تأسست لأول مرة في سويسرا (1922) تليها ألمانيا (1924) وفرنسا (1929) وإيطاليا (1929) (الاتحاد الإيطالي للطب الرياضي). تأسس الطب الرياضي كتخصص في إيطاليا ، أول بلد يقوم بذلك ، في عام 1958. حدد الاتحاد الأوروبي للأخصائيين الطبيين متطلبات التدريب اللازمة لإنشاء تخصص الطب الرياضي في بلد أوروبي معين، وهدف الاتحاد الأوروبي لجمعيات الطب الرياضي هو تأسيس الطب الرياضي في نهاية المطاف كتخصص في جميع البلدان الأوروبية، وفي أستراليا ونيوزيلندا ، يعد الطب الرياضي والتمارين الرياضية تخصصًا طبيًا قائمًا بذاته ، حيث تعد الكلية الأسترالية لأطباء الرياضة والتمارين الرياضية واحدة من كليات أستراليا التخصصية الخمسة عشر المعترف بها، والشذوذ فيما يتعلق بالاعتراف بالتخصص (الطبي) لـ SEM هو أنه لم يحدث بعد في بعض البلدان ذات النسب القوية جدًا في النشر الأكاديمي في مجال الطب الرياضي ، بما في ذلك السويد والنرويج وجنوب إفريقيا. الطب الرياضي هو تخصص فرعي فقط وليس تخصصًا منفردًا في الولايات المتحدة الأمريكية وكندا. تتمتع كل هذه البلدان بسجلات منشورات بحثية قوية جدًا في مجال التسويق عبر محرك البحث.

## الإصابات الرياضية الشائعة
الإصابات الرياضية الشائعة التي يمكن أن تؤدي إلى زيارة أخصائي الطب الرياضي هي إصابات الركبة والكتف والكسور والتواء الكاحل والارتجاج وإصابات الغضاريف وغير ذلك. يمكن أيضًا رؤية أخصائي الطب الرياضي للحصول على المشورة في مجالات أخرى من الصحة ، مثل التغذية والتمارين الرياضية والمكملات وكيفية الوقاية من الإصابات قبل حدوثها. يعمل أخصائي الطب الرياضي للمساعدة في جعل أداء الرياضي أكثر تقدمًا ، بالإضافة إلى ضمان سلامته أثناء أداء النشاط.

## أعضاء فريق الصحة المتحالفة

### المدرب الرياضي
دور المدرب الرياضي في عملية تأهيل الإصابات يكمن في تقديم الرعاية والإرشاد للرياضي المصاب بهدف استعادة قوة وحركة الجسم وعودته للمشاركة في النشاط الرياضي بشكل آمن وفعال. يشمل دور المدرب الرياضي في عملية التأهيل أيضا تدريب الفرد على المهارات الأساسية للرياضة التي يمارسها اللاعب.

### أخصائي الإصابات والتأهيل
عادة ما يكون أخصائي الإصابات والتأهيل جزءًا من فريق الطب الرياضي في الولايات المتحدة الأمريكية ، حيث يقدمون الرعاية الأولية والوقاية من الإصابات والأمراض وتعزيز العافية والرعاية الطارئة والتدخل العلاجي وإعادة التأهيل للإصابات. عندما يصاب رياضي ، فإن أخصائي الإصابات والتأهيل هو مفتاح العلاج وإعادة التأهيل بالعمل عن كثب مع الرياضي طوال فترة إعادة التأهيل.

### أخصائي العلاج الطبيعي
غالبًا ما يكون أخصائي العلاج الطبيعي (المعالجون الفيزيائيون في الولايات المتحدة) هم أعضاء فريق الطب الرياضي الصحي الأساسي في دول أخرى غير الولايات المتحدة الأمريكية. يمكن أن يتخصص أخصائي العلاج الطبيعي في العديد من المجالات حيث يعتبر العلاج الطبيعي الرياضي أحد التخصصات الفرعية الرئيسية.